# Disphragis
Disphragis is een geslacht van vlinders uit de onderfamilie Heterocampinae van de familie tandvlinders (Notodontidae).
De wetenschappelijke naam van het geslacht is voor het eerst geldig gepubliceerd in 1820 door Jacob Hübner.
De typesoort van het geslacht is Phalaena tharis Stoll, 1780

## Synoniemen
- Skaphita Schaus, 1901
  - Typesoort: Phya salona Druce, 1894

## Soorten
- D. aemula (Schaus, 1905)
- D. albidiscata Schaus, 1904
- D. albovirens (Dognin, 1908)
- D. altilis (Schaus, 1911)
- D. anatole Miller, 2011
- D. antistes (Schaus, 1912)
- D. apparata (Schaus, 1911)
- D. araguensis
- D. arima Schaus, 1928
- D. aroensis (Schaus, 1901)
- D. arpi Dognin, 1924
- D. atrax (Schaus, 1892)
- D. avicans Schaus, 1937
- D. bactrea Schaus, 1905
- D. bactrina Schaus, 1939
- D. baracoana (Schaus, 1904)
- D. barensa Schaus, 1904
- D. biunduata
- D. bleuzeni
- D. bochica Schaus, 1922
- D. boyaca Thiaucourt, 2010
- D. bruni
- D. caluna (Schaus, 1905)
- D. camilla Dognin, 1923
- D. canarensis
- D. captiosa Draudt, 1932
- D. carantis Schaus, 1928
- D. cariba Schaus, 1920
- D. cariosa Schaus, 1905
- D. cervina Möschler, 1886
- D. clitiusa Schaus, 1928
- D. contracta Walker, 1855
- D. coremista Schaus, 1939
- D. corosina Schaus, 1937
- D. daona Druce, 1894
- D. dardania Druce, 1887
- D. delecta (Schaus, 1911)
- D. delira Schaus, 1906
- D. discata (Schaus, 1901)
- D. disciplaga Draudt, 1932
- D. disvirens Miller, 2011
- D. divisa Schaus, 1901
- D. dognini Thiaucourt, 2010
- D. dolorosa (Schaus, 1911)
- D. druona Schaus, 1928
- D. echina (Schaus, 1905)
- D. editha (Schaus, 1910)
- D. edwardsi Druce, 1887
- D. elongata Druce, 1906
- D. epimacha Schaus, 1928
- D. epona (Schaus, 1892)
- D. euperplexa
- D. eusebia Druce, 1900
- D. externa Walker, 1858
- D. foliata (Schaus, 1905)
- D. fulgens Thiaucourt, 2010
- D. gelduba Schaus, 1892
- D. gilboa Druce, 1911
- D. gravis (Schaus, 1905)
- D. gunensis Thiaucourt, 2010
- D. handleyi Schaus, 1939
- D. haxairei
- D. herbida Walker, 1862
- D. hertha (Schaus, 1892)
- D. hosmera Schaus, 1937
- D. hyginia Schaus, 1928
- D. infanda (Schaus, 1905)
- D. isidra (Schaus, 1901)
- D. jamaicensis (Schaus, 1901)
- D. laeca
- D. lama (Schaus, 1905)
- D. laosoma Schaus, 1937
- D. ligneata Walker, 1865
- D. livida (Schaus, 1911)
- D. lopodites Dyar, 1914
- D. lucoides Schaus, 1911
- D. lloreda Dognin, 1897
- D. mahalia Schaus, 1933
- D. manethusa Druce, 1887

- D. marginalis (Schaus, 1905)
- D. marusa Schaus, 1928
- D. media
- D. mephitis (Schaus, 1894)
- D. meretricia (Schaus, 1911)
- D. meridionalis Draudt, 1932
- D. metaperplexa
- D. multilineata Dognin, 1905
- D. mullinsi (Schaus, 1910)
- D. muscosa Möschler, 1883
- D. mystica Schaus, 1912
- D. nebulosa Dognin, 1910
- D. nigriplaga Jones, 1912
- D. notabilis (Schaus, 1906)
- D. nystalina Felder, 1874
- D. ormanceyi
- D. orthoperplexa
- D. otiosa Schaus, 1906
- D. paranensis (Schaus, 1894)
- D. paraperplexa
- D. patricia (Schaus, 1905)
- D. peralta (Schaus, 1911)
- D. perplexa (Schaus, 1911)
- D. perplexoides
- D. peruviensis Dognin, 1914
- D. plebeia (Schaus, 1911)
- D. poppea Schaus, 1933
- D. poulsoni (Schaus, 1905)
- D. praestana Dognin, 1916
- D. princeps (Schaus, 1911)
- D. psalmoida Schaus, 1928
- D. puseyae Dyar, 1908
- D. rascona Schaus, 1901
- D. remuria Druce, 1898
- D. rhodoglene Miller, 2011
- D. sabaria Schaus, 1928
- D. salma Schaus, 1937
- D. salona Druce, 1894
- D. santiago (Schaus, 1904)
- D. sapani Schaus, 1937
- D. semilunata (Schaus, 1901)
- D. sexnotata Kaye, 1924
- D. sobolis Miller, 2011
- D. spectra (Schaus, 1911)
- D. splendens (Druce, 1887)
- D. staria Schaus, 1921
- D. subalbida (Schaus, 1905)
- D. subguttata Walker, 1855
- D. surinamensis Möschler, 1877
- D. sylvia (Schaus, 1904)
- D. sylla Druce, 1887
- D. tapperti Schaus, 1937
- D. teleperplexa
- D. tharis Stoll, 1782
- D. thrinax
- D. tlaloc Thiaucourt, 2010
- D. tricolor Druce, 1911
- D. tumacona Draudt, 1932
- D. vestona (Schaus, 1901)
- D. virgea (Schaus, 1892)
- D. viridiana Jones, 1912
- D. viridiflava
- D. viror Dognin, 1923
- D. vivida (Schaus, 1910)
- D. zapoteca Thiaucourt, 2010